# KV5
KV5 – grobowiec należący do synów Ramzesa II z XIX dynastii. Jest to jeden z największych grobowców w Dolinie Królów.

## Opis
Za wejściem znajdują się dwie komory, w których Ramzes II przedstawia swoich synów bogom. Za komorami znajduje się sala z 16 filarami. W północno-zachodniej ścianie znajdują się  dwa wejścia do korytarzy zstępujących w stronę grobu Ramzesa II i wyjście. W północno-wschodniej ścianie znajdują się dwa wejścia do dwóch połączonych przejściem sal bocznych. Po przeciwnej stronie znajduje się wejście do południowej sali bocznej z sześcioma filarami. Za dużą salą naprzeciw wejścia biegnie korytarz z wieloma komorami i kutą w skale figurką Ozyrysa. Na końcu korytarza znajdują się dwa wejścia do przeciwnie biegnących korytarzy. W grobowcu odkryto około 120 komór, a może ich tam być dużo więcej.